# 468 aC
L'any 468 aC va ser un any del calendari romà prejulià. Durant la República Romana es coneixia com l'Any del consolat de Capitolí Barbat i Estructe Prisc, o de vegades, any 286 Ab urbe condita o de la fundació de Roma. La denominació 468 aC per a aquest any s'ha emprat des de l'edat mitjana, quan el calendari Anno Domini va ser el mètode més usat a Europa per a anomenar els anys.

## Esdeveniments

#### Grècia
- La ciutat de Tirint és atacada i destruïda pels argius. Va ser abandonada, i la seva ciutadella, anomenada Licimna, va ser desmantellada, segons explica Estrabó.[2]
- A l'illa d'Esciros es van descobrir els suposats restes de Teseu i Cimó II els va portar a Atenes, segons Plutarc[3] i Pausànias.[4][5] Segurament Cimó va dirigir la conquesta de Carist i de Naxos, segons Tucídides.[6]
- La ciutat de Cerinea, a la vora del riu Cerinites, va ampliar la seva població amb un gran nombre d'emigrants de Micenes que havien abandonat aquella ciutat quan va caure en mans d'Argos.[7]

#### República Romana
- Titus Quinti Capitolí Barbat i Quint Servili Estructe Prisc són elegits cònsols a Roma. Capitolí Barbat va fer la guerra als volscs i als eqües. Va salvar el campament romà quan era atacat de nit pels enemics, i al tornar a Roma va obtenir els honors del triomf.[8]
- Àntium, ciutat en poder dels volscs és presa per les forces romanes.[9]

### Temàtiques

#### Literatura
- Sòfocles, dramaturg grec guanya el primer premi a les Dionísies amb l'obra Triptòlem, i desbanca Èsquil.[10]

## Necrològiques
- Aristides, polític grec. (Nascut el 530 aC)